# Henriette Steenstrup
Henriette Steenstrup, född 29 september 1974, är en norsk skådespelare, komiker och manusförfattare.

## Biografi
Steenstrup har studerat vid Statens teaterhøgskole och är knuten till Nationaltheatret.
Hon slog igenom för en bred norsk publik i humorprogrammet Torsdag kveld fra Nydalen som hon medverkade i från starten 2009 och under flera år framåt. Mellan 2020 och 2021 var hon en av programledarna för frågesportprogrammet Alle mot alle.
Steenstrup har skapat, skrivit och spelar huvudrollen i dramaserien Pörni som hade premiär 2021. Serien mötte mycket god kritik och blev en av de mest sedda serierna i Norge. Vid Gullruten vann Steenstrup pris som bästa skådespelare och för bästa manus för serien. Hon har också tilldelats Seriekritikerprisen för serien.
Steenstrup har även tilldelats norska Komiprisen. För rollen i Dag Johan Haugeruds film Barn fick hon 2020 en Dragon Award på Göteborgs filmfestival.

## Filmografi i urval
- 2000 – Aberdeen
- 2005 – Gymnasielärarens lilla röda
- 2007 – Mars och Venus
- 2012 – Hem till jul
- 2019 – Barn
- 2020–2023 – Ragnarök (TV-serie)
- 2021–2024 – Pörni (TV-serie)
- 2023 – There’s Something in the Barn
- 2024 – Sommartider